# Steve Conte
Steve Conte es un guitarrista y cantante estadounidense, nacido en Nueva York, que ha liderado su propia banda, The Contes, además de ser guitarra de las bandas Crown Jewels y New York Dolls.
Conte se hizo conocido primeramente dentro de la industria musical con su banda Company of Wolves dentro de Mercury Records, a principios de los noventa. Antes, Steve había trabajado con numerosos artistas dentro del estudio o en presentaciones en vivo, con personajes como Peter Wolf, Willy DeVille, Maceo Parker, Billy Squier, Suzi Quatro, Jill Jones, Paul Simon, Simon & Garfunkel, Phoebe Snow, David Johansen & The Harry Smiths, Chuck Berry, Willie Nile y muchos otros. En 1986 se incorporó a la banda Blood, Sweat & Tears, con la que estuvo unos meses.
También ha trabajado con la reconocida compositora japonesa Yōko Kanno y el escritor Tim Jensen, para diversas bandas sonoras de animes entre los que destacan sus trabajos dentro de Wolf's Rain, donde él fue quien cantó el opening de la serie, titulada "Stray" otra canción cantada en esta serie por él es Could you bite the hand y Heaven's not enough. Para la banda de sonido de "Escaflowne , la película"  grabó una canción junto a la conocida seiyu y cantante Maaya Sakamoto, conocida como "The Garden Of Everything", que aparece en el sencillo " Tune the rainbow". Conte también puede ser escuchado en algunos episodios de Cowboy Bebop, más notablemente por los temas "Call Me Call Me", "Words that we Couldn't Say", "No Reply" y la versión del CD de "Rain", cantada por Mai Yamane en la serie. El también canta "Living Inside the Shell", el ending de Ghost in the Shell: S.A.C. 2nd GIG. Otra canción de Steve Conte es Seven rings in hand, la música del intro de Sonic & the Secret Rings para Wii.
Conte lidera actualmente su banda, Steve Conte & The Crazy Truth. Su álbum de debut fue publicado en octubre de 2009.